# Fugu
För andra betydelser, se Fugu (olika betydelser).

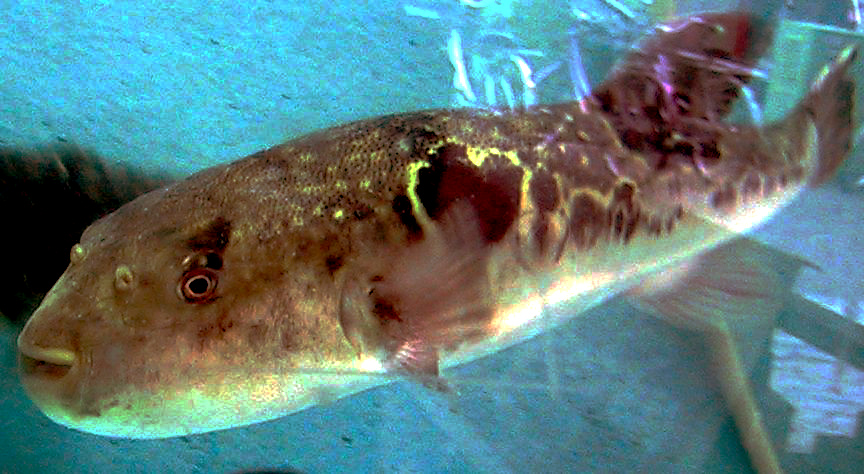
Fugu av arten Takifugu rubripes i ett akvarium.

Fugu (japanska: フグ eller  河豚, (kinesisk) pinyin hétún) är en japansk blåsfisk. Fuguarterna lever i Röda havet, Indiska oceanen och Stilla havet.
Fugu är en speciell maträtt i Japan, vanligtvis används blåsfiskar som tillhör släktena Takifugu, Lagocephalus och Sphoeroides eller piggsvinsfiskar av släktet Diodon. Fugun har fått ett dåligt rykte på grund av att den kan vara dödligt giftig, men anses ändå som en delikatess i Japan, trots att köttet ibland beskrivits som smaklöst och tråkigt. Fugu serveras ofta tillsammans med ris och kokta färska grönsaker.
Giftet i en fugu sitter i äggstockarna, levern och andra inälvor samt i skinnet och blodet. Det räcker med en dos på mindre än 1 milligram för att ta livet av en människa på mindre än 20 minuter. I förgiftningsfall från en fugumåltid är dock dosen lägre, och de allvarliga symptomen tar längre tid att utveckla. Utan vård dör den förgiftade vanligen inom 4–24 timmar.
Giftet som fisken producerar kallas tetrodotoxin, ett av världens kraftigaste icke-proteinbaserade gifter. Sedan 1958 krävdes det 2–3 års lärlingsskap, följt av ett examensprov, för att få arbeta som fugukock åt allmänheten. Provet innehåller även teoretiska delar, som identifikation av fiskarter.  Från och med oktober 2012 ändrades reglerna kring tillagning av fugu till allmänheten. Vidare kommer det att endast krävas ett års utbildning.
Européer och amerikaner blir ofta avskräckta av att den är så pass giftig, men en fugurätt på en restaurang får sägas vara i det närmaste helt ofarlig. De dödsfall som inträffar rör sig i praktiken nästan alltid om personer som själva har fångat och tillagat fisken och ätit den extremt giftiga levern eller andra inälvor.